# 小林茂 (映画監督)
小林 茂（こばやししげる、1954年 - ）は、日本の映画監督、撮影監督である。和光大学表現学部特任教授。

## 経歴
1954年、新潟県南蒲原郡下田村に生まれる。
新潟県立長岡高等学校を卒業したのち、同志社大学法学部政治学科に進学。1年生の頃、中込道夫著『田中正造と近代思想』を読んだことがきっかけで、渡良瀬川や谷中村、足尾銅山に足を運ぶ。2年生の頃、土本典昭監督の『水俣 患者さんとその世界』に衝撃を受けて、水俣病の患者を支援する活動にたずさわる。大学卒業後、佐藤真監督の『阿賀に生きる』や『阿賀の記憶』で撮影を担当した。
2015年、監督作品『風の波紋』が山形国際ドキュメンタリー映画祭にて上映された。
2016年4月、和光大学表現学部総合文化学科特任教授に就任。

## 著書
- ぼくたちは生きているのだ（2006年、岩波ジュニア新書） ISBN 9784005005406
- チョコラ! アフリカの路上に生きる子どもたち（2009年、岩波ブックレット） ISBN 9784000094566
- 雪国の幻灯会へようこそ 映画「風の波紋」の物語（2016年、岩波書店） ISBN 9784000254236

## フィルモグラフィー

### 映画
- 阿賀に生きる（1992年） - 撮影
- 地域をつむぐ 佐久総合病院小海町診療所から（1996年） - 撮影
- こどものそら（2000年） - 監督・撮影・編集・ナレーション
- ちょっと青空（2001年） - 監督・撮影・編集・ナレーション
- 闇を掘る（2001年） - 撮影・編集
- 阿賀の記憶（2004年） - 撮影
- わたしの季節（2005年） - 監督・撮影
- チョコラ!（2009年） - 監督
- 風の波紋（2015年） - 監督

## 受賞
- 1992年 - 日本映画撮影監督協会 - 第1回JSC賞（『阿賀に生きる』）[3]
- 2013年 - 長岡市 - 第17回米百俵賞[4]